# Centro de controle de área

Representação esquemática dos principais tipos de espaço aéreo controlado e dos órgãos de controle de tráfego aéreo que respectivamente controlam o tráfego das aeronaves dentro desses espaços.

O Centro de controle de área ou simplesmente ACC (do inglês Area Control Center) é um órgão ATC (órgão de controle de tráfego aéreo) cuja função precípua consiste em:
- Prover controle de tráfego aéreo a todas as aeronaves que estejam trafegando dentro de aerovias (AWY), de áreas de controle (CTA) ou de áreas de controle do espaço aéreo superior (UTA) da jurisdição desse ACC. Esses tráfegos (movimentos de aeronaves) basicamente consistem nos deslocamentos das aeronaves que se encontram em voo cruzeiro (voo reto e nivelado, geralmente a grandes altitudes); e
- Prover dois serviços de tráfego aéreo (ATS), para as aeronaves que estejam fora do espaço aéreo controlado porém dentro de uma FIR: o Serviço de Informação de Voo (FIS - Flight Information Service) e o Serviço de Alerta (ALRS - Alerting Service).

Existem ACC dotados de radar de rota e outros que não dispõem de tal equipamento, situação em que o serviço é prestado via fonia (rádio). É o caso da cobertura sobre grandes áreas de oceanos ou regiões remotas.